# Le Départ (film, 2020)
 (juillet 2025).
Pour les articles homonymes, voir Le Départ.
Pour plus de détails, voir Fiche technique et Distribution.
Le Départ est un film franco-marocain de court métrage réalisé par Saïd Hamich et sorti en 2020.

## Fiche technique
- Titre : Le Départ
- Réalisation : Saïd Hamich (Saïd Hamich Benlarbi)
- Scénario : Saïd Hamich
- Photographie : Marine Atlan
- Montage : Xavier Sirven
- Sociétés de production : Barney Production (Paris) - Mont Fleuri Production (Maroc)
- Pays de production :  France -  Maroc
- Durée : 25 minutes
- Date de sortie : France - 16 octobre 2020[1]

## Distribution
- Ayman Rachdane : Adil Amrani
- Fatima Attif : Khadija Amellal, la mère
- Abdelmajid Kadiri : Omar Amrani, le père
- Sami Fekkak : Mehdi Amrani, le grand frère
- Elodie Ernon : la copine du frère
- Abderrazak El Hansaly : Abderrazak
- Ayman El Khalfaoui : Ayman
- Youness El Khalfaoui : Youness
- Jassim Lotfi : Toufiq
- Fatima Moustahssine : la grand-mère

## Récompenses
(Source : Unifrance)
- Prix de la mise en scène / Prix de la meilleure photographie au Festival international du film francophone de Namur 2020
- Grand prix au Festival du Film court en Plein air de Grenoble 2021
- Prix du public fiction au Festival international du court-métrage de Palm Springs 2021